# Olivier Taffin
Pour les articles homonymes, voir Taffin.
Olivier Taffin, né le 6 juillet 1946 à Paris 20e et mort le 2 décembre 2020 à Marseille,, est un écrivain, peintre et illustrateur français, principalement connu pour son passage dans la bande dessinée de 1974 à 1994.

## Biographie
C’est en 1974 qu’il est remarqué par Guy Vidal au journal Pilote où il publie ses premières BD. En 1975, il lance le trimestriel Tousse Bourin, avec Serge Le Tendre, Anne-Marie Simond, Max Cabanes, Régis Loisel, Loro et Michèle Costa Magna.
En 1979, avec Régis Loisel et Michel Rouge (puis Fabien Lacaf), c’est la création de l’Atelier Bergame. Avec Patrick Cothias, il y démarre Orn cœur de chien, premier volume d'une série de six. D'abord assurant le dessin, puis, à partir du tome 2, il en signe aussi les couleurs et encore le scénario pour Orkaëlle (T.6).
En 1986, il crée Allaïve, une nouvelle série en 3 volumes que Guy Vidal qualifiera dès le premier tome d'histoire bien étrange. Il en est l'auteur complet : scénario, dessin, couleurs.
En parallèle, il écrit quatre pièces de théâtre et un livret d’opéra. Seules deux d’entre elles ont été portées à la scène : L’incruste (mise en espace par Pierre Debauche avec Pierre Tabard à Alfortville, puis au Petit Odéon par Hervé Dubourgeal) et plus tard, La princesse et le Camionneur (mise en scène à Langres en 2003 et à Paris à La Vieille grille en 2009).
En 1990, Olivier Taffin quitte Paris pour un petit village du Pays de Langres. Ses activités graphiques se diversifient (affiches, installations aux archives de Troyes, au musée de Langres).
De 1993 à 2011, outre sa direction de l’école municipale de dessin de Langres, il multiplie, avec son épouse Cornelia Taffin, auteur de livres jeunesse, les interventions culturelles et pédagogiques.
Ensemble, durant quatre ans, ils créent, en collaboration avec le café du village de Villegusien-le-Lac, un cabaret de chansons d’auteur, Les mardis de Villegu, où se succèdent nombre de chanteurs poètes (Christian Paccoud, Jehan, Jacques Bertin…). Ces soirées chanson mensuelles drainent un large public venu de tout le département.
Correspondant (culturel et musical) pour Le Journal de la Haute-Marne, il y publie également sa chronique hebdomadaire La queue du Chat dont le premier recueil paraît en 2002. Il rédige un blog les Feuilles d'Olivier, depuis 2006.
De 2000 à 2014, il est auteur des textes de chansons du groupe Juja Lula.

## Regards sur l'œuvre
« Olivier Taffin est l’excellent dessinateur de BD que l’on sait. Il s’est (re)tiré en Haute-Marne et écrit plus qu’il ne dessine. Dans un canard local, Le Journal de la Haute-Marne, il chronique tout et rien, comme le firent de grands auteurs, du type Vialatte par exemple. C’est très écolo, politique, drôle et ça doit rendre perplexe plus d’un lecteur de ce journal a priori pas fait pour ça. »

— Yves Frémion, cath de couve, Fluide glacial, février 2002, à propos de La queue du chat
Le chapitre « L’impérieuse brûlure du corps à corps »  lui est consacré par le psychanalyste Serge Tisseron dans La bande dessinée au pied du mot, (1990, Aubier). Une analyse des séries Orn et Allaïve.

## Œuvres

### Bande dessinée
Série Orn avec Patrick Cothias (coscénario et textes) publiée chez Dargaud Éditeurs
Tous les tomes de la série ont été publiés dans la collection Histoires Fantastiques avec des couleurs d'Yves Lencot et Violaine Poirier pour la première histoire, puis Taffin assurera seul les couleurs. La fille et la tortue (T.2) fut prépubliée dans le journal Pilote.
1. Orn Cœur de chien (1982)
2. La fille et la tortue (1983)
3. La croisée du Malin (1984)
4. Le Maître Loup (1985)
5. Chien de cœur (1987)
6. Orkaëlle (1989) préquelle de la série Orn, sans Patrick Cothias qui préface toutefois l'ouvrage.

- HS Coffret Omnibus T.1 à T5 (1987)

Série Allaïve publiée chez Dargaud Éditeurs
Au 4e plat du premier tome, figure en guise de postface, une reproduction d'une carte de correspondance de Guy Vidal annotée par lui-même Une bien étrange histoire….
1. Un Môme de perdu (1986)
2. Un bonheur de drôle (1987)
3. La ballade de Dario (1989)

Autres récits, recueils d'histoires complètes et one-shot
1. Écarts (1974 / auto-édition)
2. Faits et gestes des 11-14 ans (1974 / Edition du Sénévé)
3. Fume, c’est du Taffin (1975 / Kesselring)
4. Règlement de contes (1985 / Sedli-Goupil éditeur)
5. Odyss (1994 / Vents d'Ouest)

### Livres Jeunesse
- Le plus grand bouffon du monde, L’école des loisirs, 1979
- Bébé bouée, de Cornelia Taffin (illustrations) L’école des loisirs, 1995
- Le marchand de sable, de Cornelia Taffin (illustrations) Actes sud, 1995

#### En édition numérique
- Hubert tu exagères, de Cornelia Taffin (illustrations), C&F éditions, 2011
- Le noël de Mathieu, de Cornelia Taffin (illustrations), C&F éditions, 2011

### Autres parutions
- La table chaude, Éditions Hors commerce,1998 (Recettes de cuisine érotiques sous les pseudonymes de Nestor Jean / Olivie T’hee)
- La queue du chat, Satin pour Soie, 2002 (Recueil de chroniques hebdomadaires parues dans le Journal de la Haute Marne de 1999 à 2002)
- Les filles chantantes, Satin pour Soie, 2003  (paroles des chansons de Juliette et Lucie Taffin)
- Chanson ou pas, Satin pour Soie, 2005  (paroles des chansons de Juliette et Lucie Taffin)
- Juja lula en concert, Satin pour Soie, 2012  (paroles des chansons de Juliette et Lucie Taffin)

### Travaux divers
Collaborations graphiques dans l'édition la muséographie et la publicité (sélection) :
- Le pin parasol, de Alain Pontoppidan (illustrations), collection "Le nom de l'arbre", Actes sud, 1995
- Le tilleul, de Nathalie Tordjman (illustrations), collection "Le nom de l'arbre", Actes sud, 1995
- Langueyer, Éditions Dumerchez,1999 (collectif)
- Vignettes Malabar, 1983, réalisées avec Régis Loisel[10]
- Film publicitaire "Sédophon", 1985, réalisé avec Régis Loisel[11]
- Décor du Bibliobus de la Médiathèque Départementale de la Haute Marne[12].
- Création des "Archiphages" pour les Archives départementales de l'Aube et du Jeu d'aventure illustré "Le Mystère de la Cordelière"[13].